# Суперкубок Ізраїлю з футболу 1990
Суперкубок Ізраїлю з футболу 1990 — 19-й розіграш турніру (24-й, включаючи неофіційні розіграші). Матч відбувся 11 вересня 1990 року між чемпіоном Ізраїлю клубом Бней-Єгуда та володарем кубка Ізраїлю клубом Хапоель (Кфар-Сава).
| Володар Суперкубка Ізраїлю 1990 |
| ------------------------------- |
|                                 |
| Бней-Єгуда Перший титул         |

## Матч

### Деталі
| 11 вересня 1990 |

| Бней-Єгуда  | 1:0 | Хапоель (Кфар-Сава) |
| ----------- | --- | ------------------- |
| Меначем 31' |     |                     |

| Хатіква Нейборхуд Стедіум, Тель-Авів Арбітр: Єхошуа Лоя |